# Veleposlaništvo Republike Slovenije v Južni Koreji
Veleposlaništvo Republike Slovenije v Južni Koreji (uradni naziv Veleposlaništvo Republike Slovenije Seul, Južna Koreja) je rezidenčno diplomatsko-konzularno predstavništvo Republike Slovenije v Južni Koreji s sedežem v Seulu. Deluje od leta 2022, ukaz o ustanovitvi predsednika Slovenije Boruta Pahorja je bil 23. aprila 2021 objavljen v Uradnem listu Republike Slovenije. Od januarja 2024 je veleposlaništvo pristojno tudi za območje republike Laos.
Trenutni in prvi veleposlanik je Jernej Müller.

## Veleposlaniki
- Jernej Müller (2022–danes)